# Platano monumentale di Savigliano
Il platano monumentale di Savigliano è un albero monumentale che si trova a Savigliano in piazza Nizza.
Catalogo Alberi Monumentali d'Italia

## Storia

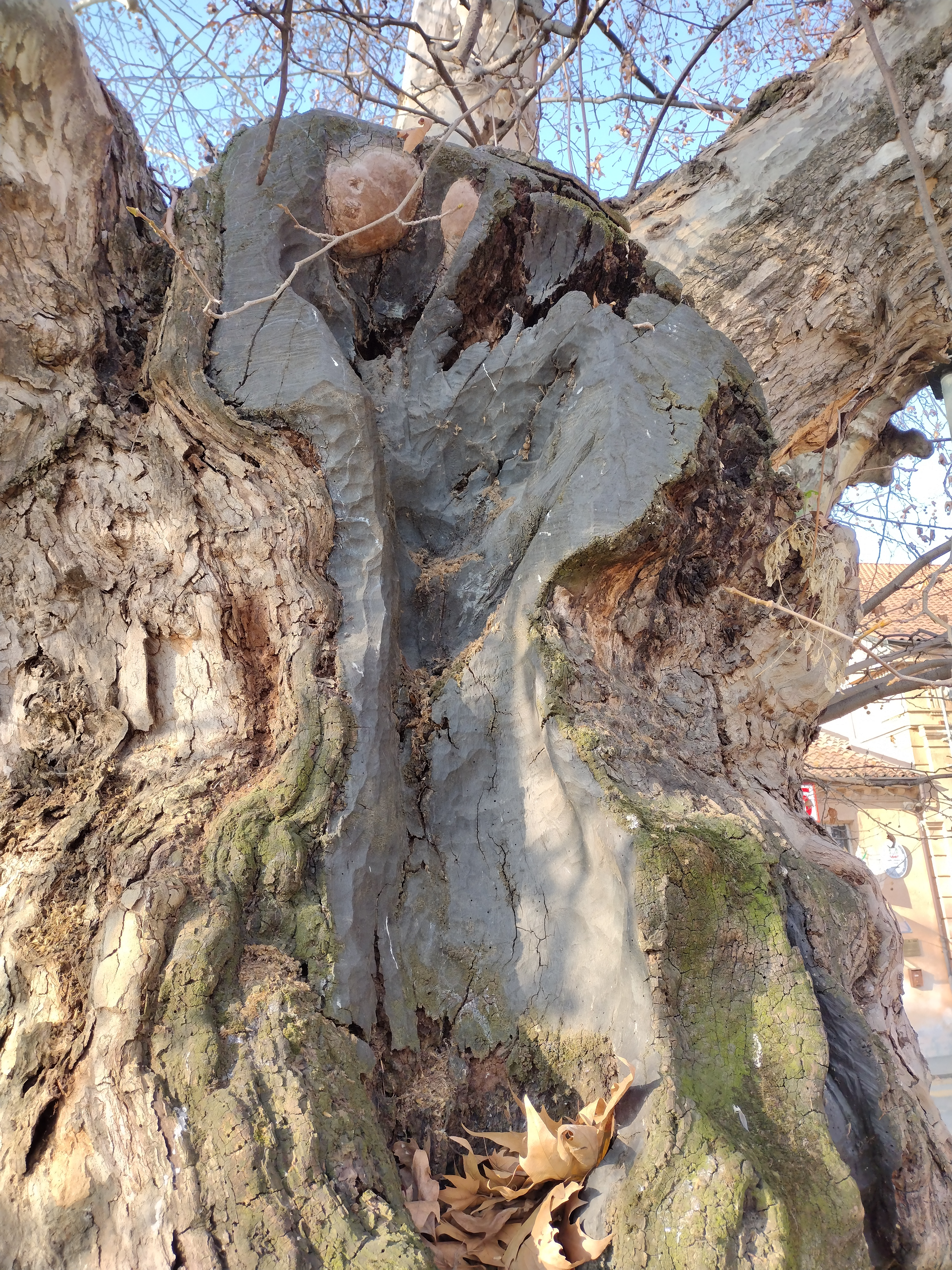
Intervento dendrochirurgico sul fusto principale

L'albero si trova nei pressi dell'ospedale civile, nel Parco Nenni. È affiancato da un altro esemplare di platano più o meno della stessa età ma di sviluppo decisamente minore. Secondo alcune fonti venne messo a dimora in occasione del passaggio in Piemonte di Napoleone Bonaparte, ma più probabilmente risale ad un periodo precedente, e cioè a quando nel XVIII secolo lo spazio occupato in precedenza dalle mura cittadine venne utilizzato per impiantarvi viali alberati.
Sia il platano maggiore che l'esemplare di minori dimensioni furono oggetto in passato di interventi di dendrochirurgia per mettere in sicurezza le lacerazioni dovute a scosciamenti causati dal distacco di alcune grosse branche. Inoltre l'esemplare minore è oggi in parte stabilizzato staticamente da alcuni supporti metallici. I platani di Savigliano hanno inoltre subito alcuni interventi fitosanitari per rimuovere il legno affetto da carie fungina, trattarne con fungicidi le parti esposte per contrastare l'ulteriore sviluppo dell'infezione e di bonifica della zona del colletto, della quale è stato favorito il drenaggio con argilla espansa..

## Caratteristiche
L'albero ha una circonferenza a petto d'uomo di 720 cm e la sua altezza è di 20 metri. Il fusto principale si ramifica, a circa 2,5 metri dal suolo, in quattro grosse branche principali. L'esemplare è stato inserito nella lista degli alberi monumentali redatta dalla Regione Piemonte per le sue notevoli dimensioni, l'età e il valore storico-culturale; è censito con la scheda n.01/I470/CN/01.

## Accesso

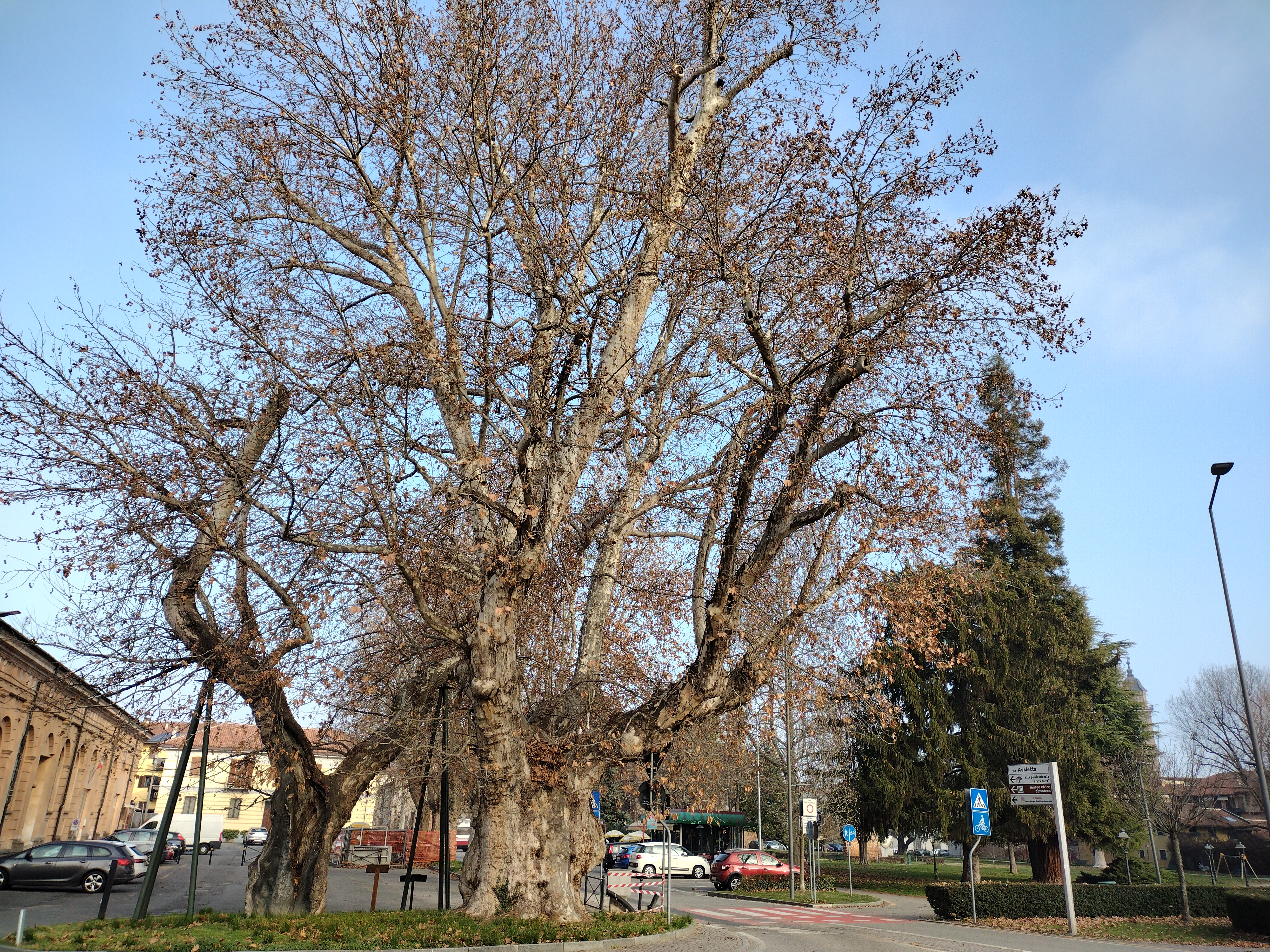
I due platani di Piazza Nizza

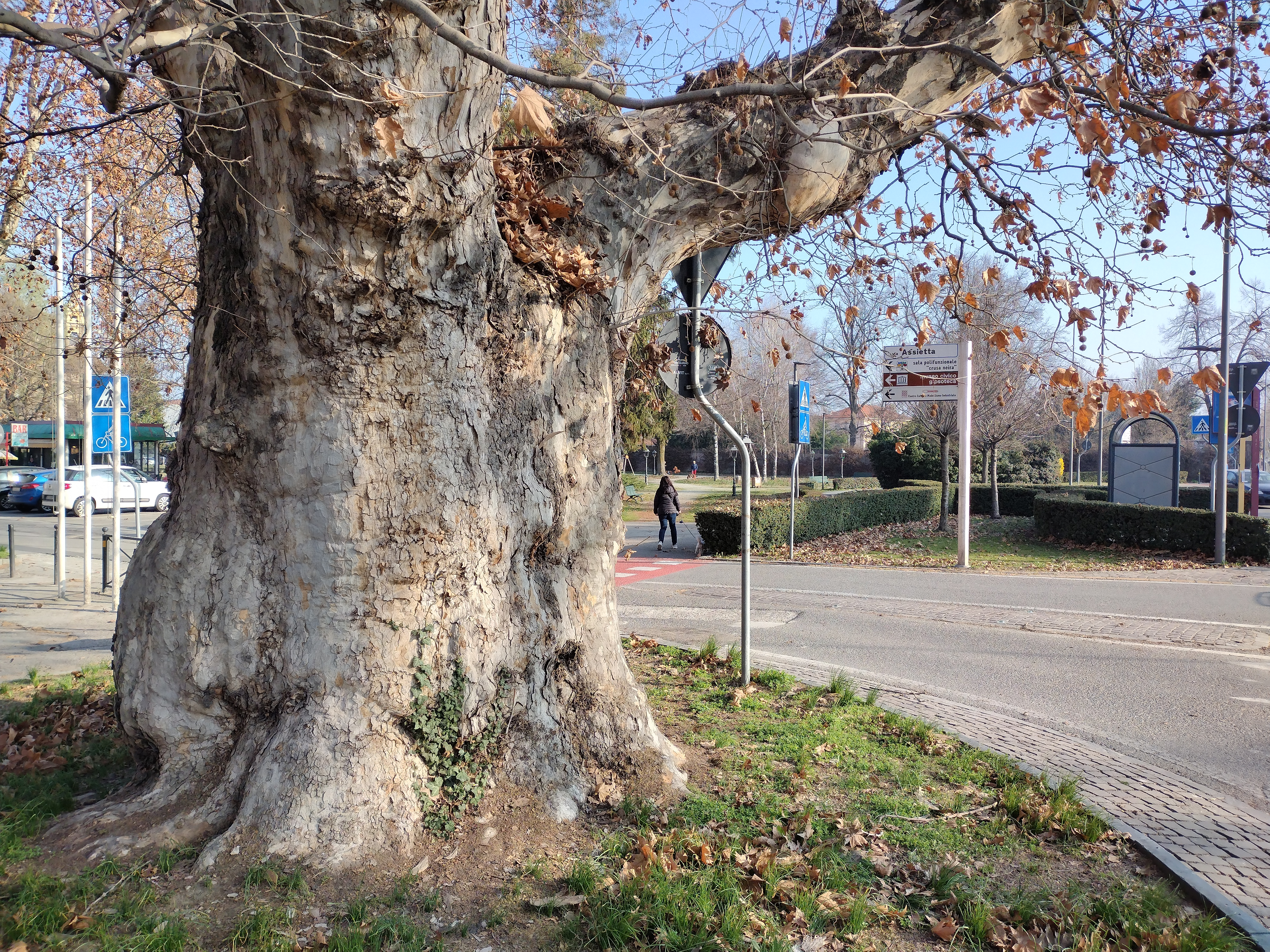
Il tronco dell'esemplare maggiore

L'albero è agevolmente accessibile in quanto si trova all'interno del nucleo storico dell'abitato di Savigliano. Il comune organizza a volte visite guidate a vari grandi alberi presenti sul proprio territorio, tra i quali spicca questo monumentale esemplare di platano.